# Sten A. Olssons kulturstipendium
Sten A. Olssons kulturstipendium utdelas årligen sedan 1997 av Sten A. Olssons Stiftelse för Forskning och Kultur, även kallad Stenastiftelsen.

## Pristagare

### 2024
- skådespelaren Karin de Frumerie
- musikern och låtskrivaren Daniel Lemma
- filmskaparen Gabriela Pichler
- konstnären Emelie Röndahl
- konstnären Lena Trapp
- operasångaren Hannes Öberg

### 2023
- konstnären Camilla Boström
- musikern Alec Frank-Gemmill
- musikern Martin Hederos
- författaren Marit Kapla
- konstnären Olof Marsja
- cirkusartisten Maria Zeniou

### 2022
- konstnären Jelizaveta Suska
- konstnären Eric Magassa
- översättaren Helena Hansson
- skådespelaren Gizem Kling Erdogan
- sopranen Kerstin Avemo
- dansaren och koreografen Zerjon Abebe

### 2021
- sopranen och dirigenten Barbara Hannigan
- konstnären Emanuel Röhss
- skådespelaren Alicia Vikander

### 2020[1]
- violinisten Carl Vallin
- konstnären Carl Hammoud
- konstnären Martin Solymar
- keramikern Hanna Järlehed
- musikern Daniel Norgren
- skådespelaren Josefin Neldén

### 2019[2]
- sångaren och låtskrivaren Sarah Klang
- konstnären Eva Löfdahl
- skådespelaren och regissören Mattias Nordkvist
- konstnären Martha Ossowska Persson
- keramikern Masayoshi Oya
- musikern och kompositören Malin Wättring
- underhållaren Claes Eriksson

### 2018[3]
- skådespelaren Evin Ahmad
- opera- och musikalsångerskan Sofie Asplund
- konstnären Annika Ekdahl
- trollkarlen, musikern, komikern Carl-Einar Häckner
- låtskrivaren och sångaren Jens Lekman
- konstnären Gunnel Wåhlstrand

### 2017
- dramatikern, regissören och skådespelaren Rikard Bergqvist
- musikern Lars Danielsson
- sångerskan och musikern Anna von Hausswolff
- konstnären Karin Karinson
- konstnären Per Kesselmar
- konstnären Tilda Lovell

### 2016
- bildkonstnären Lotta Antonsson
- operasångerskan Katarina Karnéus
- musikern Laleh Pourkarim
- textilkonstnären Ida-Lovisa Rudolfsson
- jazztrion Naoko Sakata Trio
- bildkonstnären Fredrik Åkum

### 2015
- målaren Anders Eriksson
- skulptören Jonas Dahlberg
- textilkonstnär Malin Bobeck
- musikern David Lundqvist
- saxofonisten Klas Lindquist
- violinisten Agnes Casimir Lindholm
- skådespelaren Tomas von Brömssen

### 2014
- kontrabasisten Jenny Ryderberg
- ljusteknikern Max Mitle
- typsnittsformgivaren Carolina Laudon
- skulptören Hilda Hellström
- tonsättaren Roger Assar Johansson
- musikalartisten Philip Jalmelid

### 2013
- författaren Johannes Anyuru
- danskompaniet Art of Spectra
- konstnären Nathalie Djurberg
- konstnären Hans Berg
- musikern Mariam Wallentin
- konstnären Patrick Nilsson
- musikalartisten Evelyn Jons

### 2012
- skulptören Per Agélii
- skulptören Cajsa von Zeipel
- musikern José González
- violinisten Ellen Hjalmarson
- grafiske formgivaren Mattias Nilsson
- trumpetaren Per Ivarsson

### 2011
- konstnären Henrik Håkansson
- fagottisten Emily Hultmark

### 2010
- operasångerskan Karolina Andersson
- dramatikern Mattias Andersson
- konstnären Patrik Andiné
- formgivaren Johan Linton
- gitarristen Susanna Risberg
- smyckeskonstnären Karin Johansson

### 2009
- pianisten Mikael Holmlund
- sångerskan Ann-Kristin Jones
- modeskaparen Rickard Lindqvist
- konstnären Jörgen Svensson
- konstnären Johan Zetterquist
- sångaren Jonas Schlyter

### 2008
- konstnären Annika von Hausswolff
- sångerskan Sarah Riedel
- operasångerskan Malin Byström
- skådespelaren Mia Höglund-Melin
- scenografen Heidi Saikkonen
- trumpetaren Pierre Torwald

### 2007
- konstnären Jenny Magnusson
- konstnären Helen Dahlman
- konstnären Mandana Moghaddam
- musikern Jonas Olsson
- operasångaren Ludvig Lindström
- musikern Nina de Heney
- dansaren Anna Westberg

### 2006
- konstnären Ola Åstrand
- träskulptören Mats David Gahrn
- fotografen Annica Karlsson Rixon
- musikern Andreas Edlund
- musikalartisten Glenn Nilsson
- violinisten Jenny Sjöström

### 2005
- cellisten Claes Gunnarsson
- musikalartisten Åsa Fång
- operasångaren Anders Lorentzson
- konstsmeden Tore Svensson
- operasångerskan Annalena Persson
- konstnären Anna-Maria Ekstrand
- konstnären Yngve Brothén

### 2004
- skådespelaren Hanna Bogren
- skådespelaren Johan Gry
- slagverkaren Daniel Berg
- musikern Nina Åkerblom Nielsen
- skulptören Claes Hake
- konstnären Marie Capaldi

### 2003
- violinisten Sara Trobäck
- jazzsolisten Lindha Svantesson
- vissångaren Axel Falk
- konstnären Maria Lindberg
- konstnären Christina Skårud
- keramikern Herman Fogelin
- konstnären Eva Hild

### 2002
- violinisten Anders Hjortvall
- flöjtisten Ann Elkjär Hansen
- dansaren Isabel Fortes
- dansaren Therese Fredriksson
- fotografen Mikael Olsson
- konstnären Ulf Kihlander
- konstnären Kent Karlsson
- fotografen Monica Englund

### 2001
- sopranen Camilla Tilling
- musikern Martin Bagge
- konstnären Katarina Andersson
- konstnären Lars Göran Nilsson
- konstnären Lars Blomqvist
- konstnären Kent Lindfors

### 2000
- Kungsbacka Pianotrio
- violinisten Malin Broman
- cellisten Jesper Svedberg
- pianisten Simon Crawford-Phillips
- konstnären Ewa Brodin
- konstnären Jarl Ingvarsson
- konstnären Berit Lindfeldt
- konstnären Jens Fänge
- konstnären Pecka Söderberg

### 1999
- konstnären Lars Hansson
- konstnären Pål Svensson
- konstnären Leo Pettersson
- konstnären Britt Ignell
- konstnären Jill Lindström

### 1998
- författaren Gunnar D Hansson
- poeten Jörgen Lind
- författaren Margareta Lindholm
- litteraturkritikern Jonas Magnusson
- författaren Rose-Marie Nilsson
- Teater Bhopa (Johan Holmberg och Alexander Öberg)

### 1997
- modeskaparen Linda Carlén
- tonsättaren Joel Eriksson
- konstnären Eva Hild
- konstnären Per Petersson